# دولورس کانن
دولورس آیلین کانن (۱۵ آوریل ۱۹۳۱ – ۱۸ اکتبر ۲۰۱۴) نویسنده، هیپنوتیزم درمانگر خودآموخته و ناشر آمریکایی بود. او یکی از رهبران برجسته جنبش عصر نو و نیز مروج نظریه حاشیه‌ای مربوط به بیگانگان و واقعیت‌های جایگزین بود.
کانن تکنیک خاص خود را برای بازگشت به زندگی گذشته معرفی کرد و آن را «هیپنوتیزم کوانتومی» (QHHT) نامید. او همچنین مدعی بود در جلسات هیپنوتیزم با نوستراداموس ارتباط برقرار کرده است.
در سال ۱۹۹۲، کانن انتشارات کوهستان اوزارک را تأسیس کرد که به‌طور تخصصی در حوزه عصر جدید، معنویت و متافیزیک فعالیت می‌کند.

## اوایل زندگی
دولورس ایلین تیلور در ۱۵ آوریل ۱۹۳۱ در سنت لوئیس، میزوری به دنیا آمد. والدین او مری الیزابت (با نام خانوادگی هاردین) و آرتور تیلور بودند. او تحصیلات خود را در سال ۱۹۴۷ هنگامی که شانزده ساله بود به پایان رساند.

## زندگی حرفه‌ای

### هیپنوتیزم درمانی
در دههٔ ۱۹۶۰، کانن برای کنترل وزن و ترک سیگار از هیپنوتیزم استفاده می‌کرد. این مهارت را از همسرش که هیپنوتیزم‌گر آماتور بود، آموخت. در سال ۱۹۶۹، در یک جلسهٔ درمانی ادعا شد بیمار پس از هیپنوتیزم خاطره‌ای از دوران پیشینش در دههٔ ۱۹۲۰ ارائه داد. ادامهٔ جلسات باعث شد او به ایدهٔ بازگشت به زندگی گذشته علاقه‌مند شود و روش منحصربه‌فرد خود را در این حوزه توسعه دهد.

### نویسندگی
کانن تعدادی کتاب دربارهٔ تناسخ، پیشگویی‌های نوستراداموس، زمان‌های موازی، و تمدن‌های گمشده نوشت. برخی از آثارش مدعی بودند که با مراجعانی که خاطرات زندگی‌های گذشتهٔ فرازمینی داشته‌اند مصاحبه کرده است.

### انتشارات
در سال ۱۹۹۲، انتشارات «اوزارک مانتین پابلیشینگ» را تأسیس کرد تا آثار خودش و دیگر نویسندگان عصر نو را منتشر نماید.

## میراث
پس از درگذشت کانن، جامعه‌ای از مدرسان و ممارست‌کنندگان QHHT در سراسر جهان شکل گرفت. این اعضا در گروه‌ای به نام «فروم پشتیبانی QHHT» به حمایت و آموزش یکدیگر ادامه دادند و «شبکه اطلاعات شفابخشی کوانتومی» را با فعالیت‌های چندرسانه‌ای تأسیس کردند.

## بازخوردها و نقدها
دیدگاه‌های انتقادی نیز نسبت به کارهای کانن وجود دارد. فیلسوف و محقق رابی‌رت تاد کارول با اشاره به این که او فاقد آموزش پزشکی بوده، تأکید می‌کند که استفاده از واژهٔ «کوانتوم» در روش QHHT بی‌پایه و اساس علمی است و این تکنیک هیچ ربطی به فیزیک کوانتومی ندارد.
از دید برخی منتقدان در شبکه‌های اجتماعی، روش او به شکل بازسازی خاطرات و با تکیه بر NLP بوده؛ و برخی آن را «نمایش سرگرم‌کننده»، یا حتی «غیراخلاقی» توصیف کرده‌اند. در بخشی از یک نظر آمده: «بسیاری تجربه‌ها بازسازی حافظه است … QHHT فقط برای تفریح بازی می‌شود و معمولاً توسط حقه‌بازان بدون آموزش پزشکی استفاده می‌شود.»

## آثار منتخب
- Conversations with Nostradamus, Vol. 1 (1989)
- Between Death and Life (1993)
- Keepers of the Garden (1993)
- They Walked with Jesus (1994)
- Legacy from the Stars (1996)
- The Convoluted Universe (Books 1–5) (2001–2015)
- The Three Waves of Volunteers and the New Earth (2011)
- The Search for Hidden, Sacred Knowledge (2014)